# Черничево (сирене)
„Черничево“ е вид българско сирене, което се произвежда единствено в района на село Черничево, община Крумовград. Технологията на производство е много близка и даже идентична с производството на пресована термично пресечена извара.

## История и характеристика
В село Черничево, в област Кърджали в Източните Родопи в Южна България, се произвежда полутвърдо сирене, което следва традиционния метод на производство, който не включва сирище. Сиренето може да се направи с краве или овче мляко, коагулирано само с айрян, продукт на базата на българско кисело мляко. Колкото по-кисел е айрянът, толкова по-лесно е да се извари изварата от сирене и по-силен е ароматът.
Млякото се вари на тих огън, и от него постепенно се отнема сметаната. Коагулацията се извършва чрез добавяне на айрян в горещото мляко. След пресичането сместа се разбърква добре, и веднага се филтрира, след това се измива, осолява, омесва се докато е топла ръчно, и разделя на малки форми, които се пресоват. Готовото сирене се съхранява на студено и сухо място. От около 4 литра мляко се получават 200-300 грама сирене.
Подобна практика на подсирване без сирище, но с кисело мляко, се прилага и в село Брезница, до Гоце Делчев. Този способ осигурява предимство, тъй като производителите не трябва да пазят или съхраняват сирище, а айрянът е добре известен и достъпен, което прави производството на това сирене сравнително лесно и удобно.